# 늑대 (드라마)
《늑대》는 2006년 1월 16일부터 2006년 1월 23일까지 방송되었던 MBC 월화 드라마이다. 당초 16부작으로 기획/제작하여 2006년 3월 7일까지 방영될 예정이었으나, 에릭과 한지민이 추격신 촬영 도중 스턴트 차량에 의해 교통사고를 당하면서 촬영이 한동안 중단되다가 결국 조기 종영의 비운을 맞은 드라마로 꼽힌다. 이로 인하여 2006년 1월 24일과 같은 달 30~31일 대체 프로그램이 편성된 바 있었다. 또한 MBC 드라마본부 측에선, 2006년 2월 6일부터 2006년 2월 28일까지 사전 제작 드라마인 《내 인생의 스페셜》을 대체 편성했다.
한편 이 드라마의 제작 과정에서 불새의 장영철 작가와 연출자 오경훈 PD가 집필자-연출자로 낙점되었으나 캐스팅 문제로 마찰을 겪어 중도하차하자 김경세 극본 - 박홍균 연출로 바뀌었다. 또한 불치병에 걸린 여주인공과 이를 두고 다투는 귀여운 재벌 2세, 여자에게 상처받아 여자를 안 믿는 바람둥이의 삼각 구도가 대놓고 진부하다는 내용이 시작 전부터 지적되어 논란을 빚기도 했다.

## 등장 인물

### 주요 인물
- 에릭 : 배대철 역 - 최고 상위클래스만 상대하는 프로페셔널 바람둥이
- 엄태웅 : 윤성모 역 - 좋게 말해 귀여운 한량, 나쁘게 말해 고위층 쓰레기 자제
- 한지민 : 한지수 역 - 국내 굴지의 월드백화점 사주의 외딸
- 이은 : 오현주 역 - 가진 것 없는 백화점 엘리베이터걸

### 그 외
- 강성필 : 중필 역 - 대철의 친구
- 김갑수 : 배두일 역 - 대철의 아버지
- 길용우 : 한홍만 역 - 지수의 아버지, 월드백화점 회장
- 최일화 : 백상록 역- 상록파 보스, 한 회장의 수행비서
- 변희봉 : 윤갑두 역 - 성모의 아버지, 지역구 3선 의원
- 김혜옥 : 한경실 역 - 성모의 어머니, 미스코리아 출신
- 이미영 : 문필녀 역 - 현주의 이모
- 박철민 : 최 실장 역 - 백화점 홍보실장, 성모의 최측근
- 안선영 : 명희 역 - 지수의 대학 선배
- 백민희

## 시청률
| 회차  | 방송일          | 시청률(전국) | 시청률(수도권) |
| ----- | --------------- | ------------ | -------------- |
| 제1회 | 2006년 1월 16일 | 13.8%        | 14.3%          |
| 제2회 | 2006년 1월 17일 | 13.7%        | 14.4%          |
| 제3회 | 2006년 1월 23일 | 11.8%        | 12.7%          |

## 이모저모
- 한지민 자리에는 당초 정려원이 낙점되었으나 역할에 어울리지 않는다고 판단[4]하여 고사했다.
- 이은 자리에는 원래 김옥빈이 물망에 올랐으나 에릭과 같은 소속사였던[5] 이은이 우여곡절 끝에 발탁됐다.
- 불꽃놀이 후속 및 주말 특별기획 드라마로 재개될 예정이었지만[6] 에릭과 한지민의 치료 등으로 무산되었다.
- 에릭은 《늑대》 이후 MBC에서 주말 특별기획드라마로 편성될 예정이었던 《스위트 가이》에 캐스팅되었으나 본인의 이중계약 논란 등으로[7] 편성이 취소되었고 당시 《스위트 가이》 자리에는 《환상의 커플》이 대신했다.
- 프로그램 기획서에 당초 16부작 미니시리즈로 기획되었던 MBC의 월화드라마 '늑대'는 아이돌 스타 신화의 에릭을 드라마 주연급에 기용하여, 드라마 촬영 도중에 교통 사고를 당해, 3회까지 방영되다가 조기 종영의 비운을 맞은 드라마로 기록되었다. 당시 KBS 드라마본부의 김종식 국장의 인터뷰에서, "2004년 가을에 발생한 성우 장정진 씨의 질식 사고를 계기로, 출연자들의 안전을 위해서, 대형 오락 프로그램이나 전투씬들이 많이 연출되는 사극 드라마 등 프로그램 제작 시에 의료진과 안전 요원 배치를 의무화하고, 프로그램 기획 단계부터 진행까지 위험 요소를 사전에 미리미리 제거하도록 사전 기획 점검제를 실시하고 있는데, 이 사고를 계기로 안전 사고의 위험성까지 노출된 TV 프로그램들의 연출 행태가 조금이라도 개선돼야 한다"라고 설명하였다. 지난 1982년 KBS에 입사한 김종식 선임 PD는 일일연속극 '들극화'의 연출을 시작으로, 지난 1999년부터는 드라마운영팀 등 엄기백 국장과 관리직으로 승진하여, KBS의 드라마 제작 및 편성 기획을 총괄해 오면서, 시청 가능 연령 등급을 의무적으로 표시하는 KBS 심의평가실의 드라마 등급제 추진 위원으로 참여한 바 있다. 그러다가 2021년 상반기 방영작인 SBS의 월화 드라마 《조선구마사》가 역사 왜곡 시비 문제로 큰 홍역을 치르면서, 이 기록이 깨지게 되었다.[8][9]